# Lustrochernes granulosus
Espèce
Lustrochernes granulosus est une espèce de pseudoscorpions de la famille des Chernetidae.

## Distribution
Cette espèce est endémique d'Équateur.

## Publication originale
- Beier, 1977 : Pseudoscorpionidea. Mission Zoologique Belge aux îles Galapagos et en Ecuador (N. et J. Leleup, 1964-1965), Bruxelles, p. 93-112.